# Фрейдон, Рамона
Рамона Фрейдон (англ. Ramona Fradon; 2 октября 1926 — 24 февраля 2024) — американская художница комиксов.

## Ранние годы
Фрейдон родилась в Чикаго и переехала в Нью-Йорк в возрасте 5 лет. Её отец, Питер Дом, разрабатывал логотипы для таких компаний, как Elizabeth Arden, Camel и Lord & Taylor. У Рамоны также были старший брат и дядя. Первый работал техником в авиационном корпусе за границей и в конце концов умер от алкоголизма. Её мать заболела и умерла в 1952 году. В детстве Фрейдон никогда не читала комиксов, но любила газеты. Отец Рамоны побудил её пойти в художественную школу.
Скончалась 24 февраля 2024 года на 98-м году жизни.

## Награды и признание
В 1995 году Фрейдон получила награду Inkpot Award. В 2006 году она попала в Зал славы комиксов Уилла Айснера.

## Работы

### Angry Isis Press
- Choices #1 (1990)

### Archie Comics
- Sonic the Hedgehog #68 (1999)

### Bongo Comics
- Simpsons Super Spectacular (Radioactive Man) #5 (2007)
- SpongeBob Comics (Mermaid Man) #3 (2011)
- SpongeBob Comics Annual (Mermaid Man) #1 (2013)

### DC Comics
- 1st Issue Special #3 (Metamorpho) (1975)
- Adventure Comics #165-166 (Shining Knight); #167-168, 170—206, 208—280, 282 (Aquaman) (1951—1961)
- The Amazing World of DC Comics #10 (1976)
- The Brave and the Bold #55 (Metal Men and the Atom); #57-58 (Metamorpho); #59 (Batman and Green Lantern) (1964—1965)
- Detective Comics #170 (Roy Raymond) (1951)
- Freedom Fighters #3-6 (1976—1977)
- Gang Busters #10, 21, 25, 28, 30, 58 (1949—1957)
- House of Mystery #23, 42, 48, 56, 223, 230, 232, 235, 239, 251, 273, 275 (1954—1979)
- House of Secrets #116, 118, 121, 136 (1974—1975)
- Just Imagine... Stan Lee With Scott McDaniel Creating Aquaman #1 (2002)
- Metamorpho #1-4 (1965—1966)
- Mr. District Attorney #20-21, 32 (1951—1953)
- Plastic Man #11-20 (1976—1977)
- Plop! #8 (1974)
- Secrets of Haunted House #3, 14, 23 (1975—1980)
- Secrets of Sinister House #17 (1974)
- Showcase #30 (Aquaman) (1961)
- Silver Age Secret Files #1 (2000)
- Star Spangled War Stories #3-4, 8, 16, 184 (1952—1975)
- Super Friends #3-17, 19, 21-31, 33-34, 36-41 (1977—1981)
- Western Comics #23, 38, 40-42 (1951—1953)
- Wonder Woman Annual #2 (1989)
- World's Finest Comics #127-133, 135, 137, 139 (Aquaman) (1962—1964)

### Marvel Comics
- Crazy Magazine #66 (1980)
- Fantastic Four #133 (1973)
- Girl Comics #2 (2010)

### Nemo Publishing
- Sea Ghost #1 (2010)

### Nickelodeon
- Nick Mag Presents (Mermaid Man and Barnacle Boy) (2003)